# بوب بولسين
بوب بولسين (بالإنجليزية: Bob Paulsen)‏ (18 أكتوبر 1947 في أستراليا - ) هو لاعب كريكت أسترالي. لعب مع فريق غرب أستراليا للكريكت ‏ وفريق كوينسلاند للكريكت ‏.

## وصلات خارجية
- بوب بولسين على موقع إي آس بي آن كريك إنفو (الإنجليزية)